# Grand asaret
Asarum maximum
Espèce
Classification phylogénétique
Statut de conservation UICN

 VU A2c : Vulnérable
Le grand asaret (Asarum maximum) est une espèce de plantes à fleurs de la famille des Aristolochiaceae. C'est une plante herbacée vivace originaire de l'Himalaya.

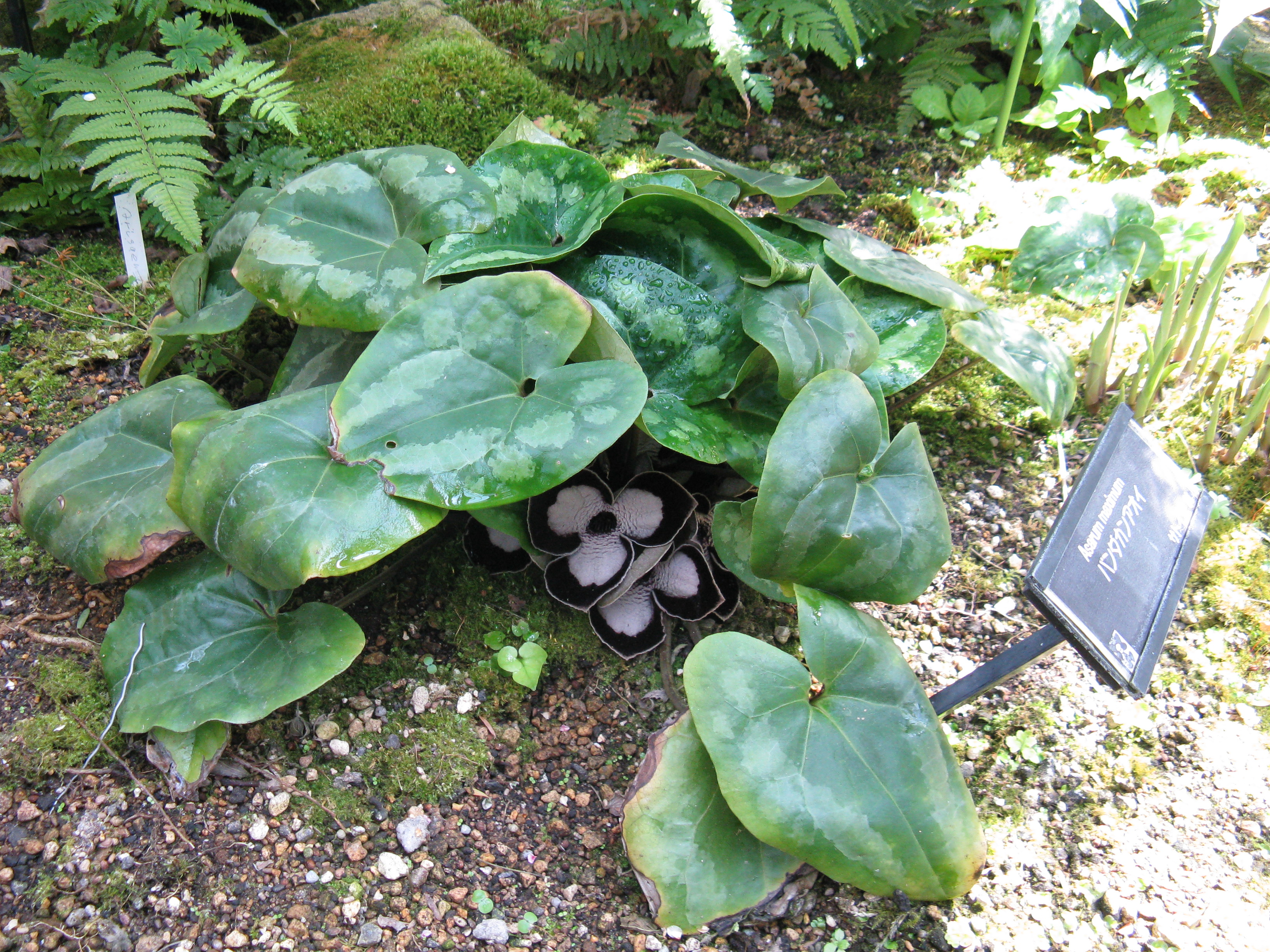
Asarum maximum, en jardin botanique.